# Nederlandse Antillen
De Nederlandse Antillen (Papiaments: Antias Hulandes, Engels: Netherlands Antilles) is de vanaf 1948 door het Koninkrijk der Nederlanden gebruikte naam voor zes (later vijf) eilanden in de Caraïbische Zee die geografisch tot twee eilandengroepen van de Kleine Antillen behoren. Daarvoor was de benaming voor dit gebiedsdeel binnen de Rijksorganisatie Curaçao en Onderhorigheden.
De drie eilanden Aruba, Bonaire en Curaçao kwamen in Nederlands bezit toen de West-Indische Compagnie (WIC) deze in 1634 veroverde van de Spanjaarden. Tot 1954 werden ze bestuurd als koloniën. Op 15 december 1954 kwam het Statuut voor het Koninkrijk der Nederlanden tot stand, ondertekend door Nederland, Suriname en de Nederlandse Antillen. Vanaf die datum vormden de Nederlandse Antillen een land binnen het Koninkrijk der Nederlanden. In 1986 scheidde Aruba zich af van de Nederlandse Antillen en is sindsdien een afzonderlijk land binnen het Koninkrijk (status aparte). In 2010 volgden Curaçao en Sint Maarten dezelfde rechtstatelijke weg. De eilanden Saba, Sint Eustatius en Bonaire (ook bekend als de BES-eilanden) werden juridisch omgevormd tot drie afzonderlijke openbare lichamen en als zodanig opgenomen in Nederland als Caribisch Nederland. De Nederlandse Antillen bestaan daardoor niet langer als staatkundige eenheid. De zes eilanden worden sindsdien binnen het staatsgebied aangeduid als het Caribisch deel van het Koninkrijk der Nederlanden.
De totale landoppervlakte van de Nederlandse Antillen was 980 km². Van 1986 tot 2010, toen Aruba er niet meer bij gerekend werd, bedroeg de oppervlakte 800 km². De hoofdstad was Willemstad op het eiland Curaçao, verreweg de grootste stad van de Nederlandse Antillen.

## Geschiedenis
De eilanden werden aan het eind van de 15e eeuw door Alonso de Ojeda "ontdekt" en in 1634 door de West-Indische Compagnie op de Spanjaarden veroverd. In de loop der tijden waren de eilanden enige malen in handen van andere Europese mogendheden en kenden ze – in wisselende samenstellingen – verschillende bestuursvormen. Aan deze koloniale status kwam een eind toen op 15 december 1954 na acht jaar onderhandelen het Statuut voor het Koninkrijk der Nederlanden door Nederland, Suriname en de Nederlandse Antillen werd ondertekend.
Op 25 november 1975 werd Suriname een onafhankelijke staat en sindsdien bestond het Koninkrijk der Nederlanden uit Nederland en de Nederlandse Antillen.
Per 1 januari 1986 verwierf Aruba een status aparte. Dit hield in dat Aruba de status van Land binnen het Koninkrijk verkreeg. De Nederlandse Antillen bestonden vanaf die datum uit nog slechts vijf eilanden. Tegelijk werd afgesproken dat Aruba op 1 januari 1996 onafhankelijk zou worden, maar in 1994 werd op verzoek van Aruba het vooruitzicht op onafhankelijkheid voor Aruba geschrapt.
Op 2 november 2006 werd tussen Nederland, Curaçao en Sint Maarten een akkoord gesloten, op grond waarvan deze twee eilanden een status aparte binnen het Koninkrijk zouden krijgen, vergelijkbaar met die van Aruba. Eerder waren al afspraken gemaakt waarbij Saba, Sint Eustatius en Bonaire de status van openbaar lichaam zouden krijgen, vergelijkbaar met die van een Nederlandse gemeente. Nederlandse wetgeving zal daar onder voorwaarden in de plaats komen van de Antilliaanse. De inwoners mogen voortaan stemmen voor de Tweede Kamer en het Europees Parlement. Curaçao en Sint Maarten behouden hun eigen wetgeving. Er komt een Gemeenschappelijk Hof van Justitie voor Nederland, Curaçao en Sint Maarten. Nederland nam de schulden van de Antillen (4 miljard Antilliaanse guldens) over. In ruil daarvoor mochten de eilanden geen leningen meer afsluiten. De Nederlandse Antillen zouden als land binnen het Koninkrijk op 15 december 2008 worden ontbonden. Dat is echter niet gelukt. Minister Sarah Wescot-Williams van Sint Maarten wilde graag dat de volgende einddatum begin 2010 zou vallen, maar Nederland stemde daar niet mee in. Op 1 september 2009 maakte Saba bekend per direct uit de Nederlandse Antillen te willen stappen omdat het niet langer wilde wachten op de ontwikkelingen omtrent de opheffing van de Nederlandse Antillen. Volgens toenmalig staatssecretaris Ank Bijleveld van Koninkrijksrelaties was het voor Saba echter juridisch niet mogelijk om op dat moment uit de Antillen te stappen.
Tijdens het politiek overleg dat 30 september 2009 op Curaçao werd gevoerd tussen staatssecretaris Ank Bijleveld van Koninkrijksrelaties en de verantwoordelijke politici van de Nederlandse Antillen en de afzonderlijke eilanden, werd besloten dat de Nederlandse Antillen als land op 10 oktober 2010 zouden worden opgeheven. Curaçao en Sint Maarten zouden vanaf die datum zelfstandige landen worden binnen het Koninkrijk; Bonaire, Sint-Eustatius en Saba zouden bijzondere Nederlandse gemeenten worden. Op 10 oktober 2010 (lokale tijd) werden de Nederlandse Antillen als land opgeheven.

## Indeling
|           | Vlag | Naam                 | Hoofdstad   | Coördinaten                 | Oppervlakte in km² | Bevolking           | Huidige status                                      | Huidige munteenheid | Officiële talen                  |
| --------- | ---- | -------------------- | ----------- | --------------------------- | ------------------ | ------------------- | --------------------------------------------------- | ------------------- | -------------------------------- |
| 1986-2010 |      | Curaçao              | Willemstad  | 12° 10' 36" N 68° 59' 8" W  | 444 km²            | 152.369 (2021)      | Autonoom land binnen het Koninkrijk der Nederlanden | Antilliaanse gulden | Nederlands en Papiaments         |
| 1986-2010 |      | Bonaire              | Kralendijk  | 12° 11' 6" N 68° 16' 17" W  | 288 km²            | 20.104 (1 jan 2019) | Bijzondere gemeente van Nederland                   | Amerikaanse dollar  | Nederlands en Papiaments         |
| 1986-2010 |      | Sint Maarten         | Philipsburg | 18° 2' 25" N 63° 3' 49" W   | 34 km²             | 42.846 (2021)       | Autonoom land binnen het Koninkrijk der Nederlanden | Antilliaanse gulden | Nederlands en Engels             |
| 1986-2010 |      | Sint Eustatius       | Oranjestad  | 17° 29' 32" N 62° 58' 45" W | 21 km²             | 3.138 (1 jan 2019)  | Bijzondere gemeente van Nederland                   | Amerikaanse dollar  | Nederlands en Engels             |
| 1986-2010 |      | Saba                 | The Bottom  | 17° 37' 58" N 63° 14' 18" W | 13 km²             | 1.933 (1 jan 2020)  | Bijzondere gemeente van Nederland                   | Amerikaanse dollar  | Nederlands en Engels             |
| 1986-2010 |      | Nederlandse Antillen | Willemstad  | 12° 11' 10" N 68° 59' 22" W | 800 km²            | 205 619             | Opgeheven                                           | Antilliaanse gulden | Nederlands, Papiaments en Engels |
| 1954-1986 |      | Aruba                | Oranjestad  | 12° 30' 46" N 69° 58' 30" W | 180 km²            | 106.537 (2021)      | Autonoom land binnen het Koninkrijk der Nederlanden | Arubaanse florin    | Nederlands en Papiaments         |
|           |      | Nederlandse Antillen | Willemstad  | 12° 11' 10" N 68° 59' 22" W | 980 km²            | 308 684             | Opgeheven                                           | Antilliaanse gulden | Nederlands, Papiaments en Engels |

## Geografie

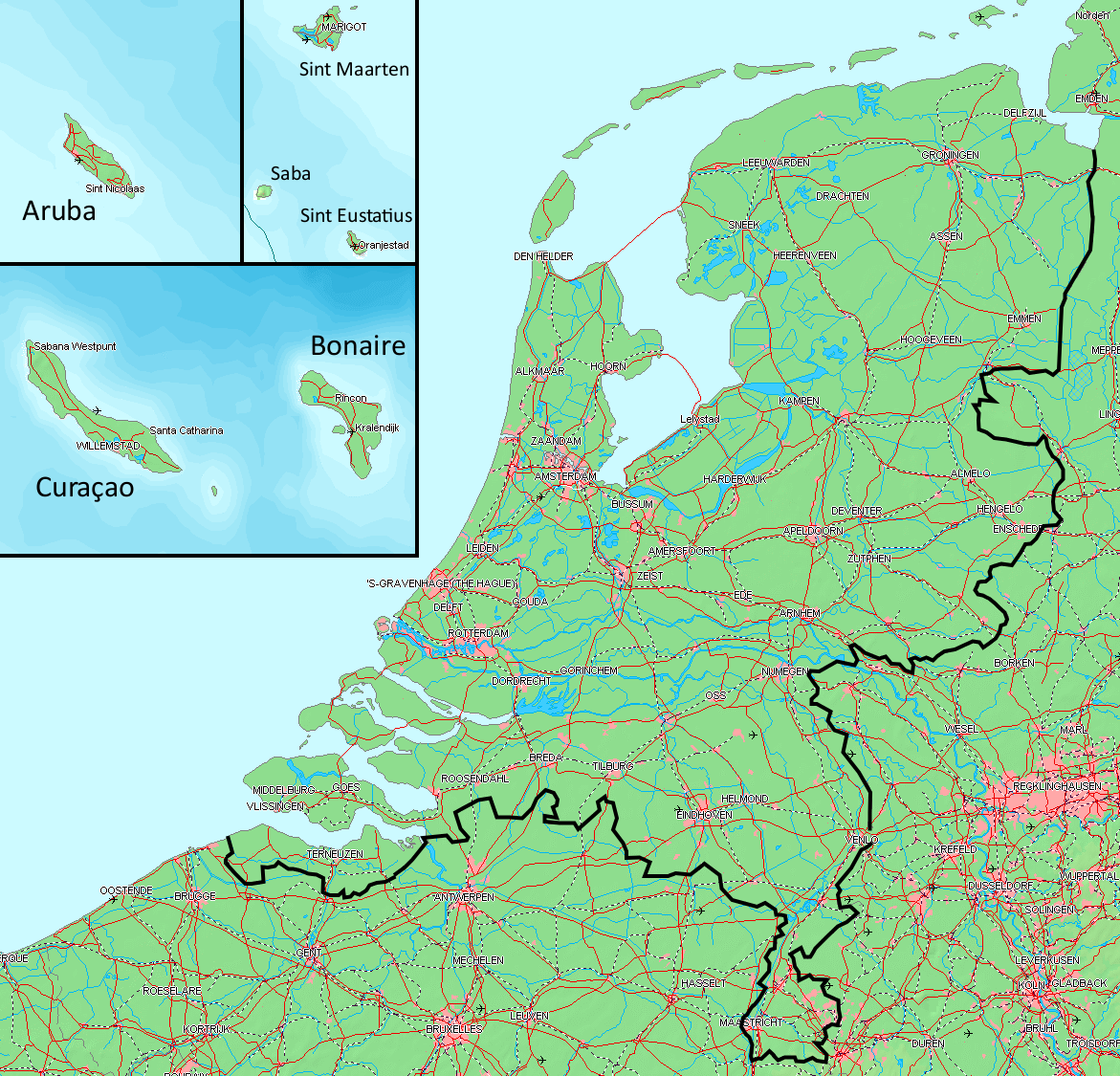
Kaart van alle onderdelen van het Koninkrijk der Nederlanden. Nederland en de Antillen zijn op dezelfde schaal.

De Nederlandse Antillen omvatten zes eilandgebieden:
- De Benedenwindse Eilanden of ABC-eilanden (van west naar oost ACB), voor de kust van Venezuela (Zuid-Amerika)
  - Aruba
  - Bonaire
  - Curaçao
- De Bovenwindse Eilanden of SSS-eilanden, ten oosten van Puerto Rico
  - Saba
  - Sint Eustatius
  - Sint Maarten

Het eilandgebied Sint Maarten omvat alleen het zuidelijke deel van het gelijknamige eiland Sint Maarten. Het noordelijke deel behoort tot Frankrijk (eerder tot het Franse overzeese departement Guadeloupe waar het in 2007 uit stapte).
Tot de Nederlandse Antillen behoren ook enkele kleinere eilanden:
- Klein Bonaire (eilandgebied Bonaire)
- Klein Curaçao (eilandgebied Curaçao)
- Green Island (eilandgebied Saba).
- Guana Key, Hen & Chickens, Cow & Calff, en Molly Beday (eilandgebied Sint Maarten)

## Bevolking

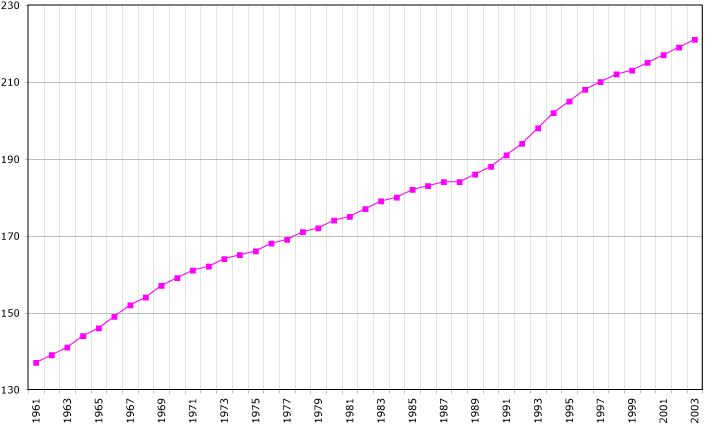
Bevolking van de Nederlandse Antillen in duizenden, 1961—2003.

Bij de volkstelling in 2001 hadden de Nederlandse Antillen (zonder Aruba) 227.049 inwoners met een bevolkingsdichtheid van 283,8/km². De hoofdstad en grootste stad, Willemstad, had 140.000 inwoners.
De leeftijdsopbouw was:
- 0-14 jaar 23,9%
- 15-65 jaar 67,3%
- 66 jaar en ouder 8,7%

De levensverwachting was:
- Totale bevolking 76,03 jaar
- Mannen 73,76 jaar
- Vrouwen 78,41 jaar

De Nederlandse Antillen had een bevolkingsgroei van 0,79%.

### Demografie
Curaçao is het grootste en bevolkingsrijkste eiland van de Nederlandse Antillen. Bonaire is het op een na grootste en dunstbevolkte eiland. Kenmerkend voor Sint Maarten is het hoge aantal buitenlanders (inwoners met een andere dan de Nederlandse nationaliteit): 49% van de bevolking komt van elders. Op alle eilanden werken veel arbeiders uit de regio: op de Bovenwindse eilanden zijn ze veelal afkomstig uit Haïti, de Dominicaanse Republiek en Puerto Rico, op de Benedenwindse eilanden komen ze vooral uit Venezuela en Colombia.
| Gebied         | Oppervlakte | Inwonertal | Bev.dichtheid |
| -------------- | ----------- | ---------- | ------------- |
| Aruba          | 180         | 103.065    | 573           |
| Bonaire        | 288         | 18.905     | 66            |
| Curaçao        | 444         | 133.644    | 301           |
| Saba           | 13          | 1.424      | 110           |
| Sint Eustatius | 21          | 2.498      | 119           |
| Sint Maarten   | 34          | 33.119     | 974           |
| Totaal         | 980         | 283.935    | 290           |

### Talen
De officiële talen van de Nederlandse Antillen zijn sinds 2007 Nederlands, Engels en Papiaments. Papiaments is de volkstaal op de Benedenwindse eilanden. Het is een creooltaal gebaseerd op Portugees en Spaans, met veel Nederlandse en ook Engelse, Franse, Afrikaanse en Arawak invloeden. Op de Bovenwindse eilanden is Engels de volkstaal. De scholen waren altijd Nederlandstalig, maar in de jaren 2000 werd besloten op de basisscholen het Papiaments en Engels als onderwijstaal in te voeren. De middelbare scholen bleven Nederlandstalig, omdat men gebruik maakte van hetzelfde Centraal Schriftelijk Eindexamen als in Nederland en omdat veel scholieren na afronding van de middelbare school hoger onderwijs in Nederland gingen volgen. Sinds het schooljaar 2008/2009 is op Curaçao ook in de basisscholen Nederlands weer de onderwijstaal.
De literatuur van het Caribisch deel van het Koninkrijk der Nederlanden is voornamelijk geschreven in het Nederlands en Papiaments, voor een klein deel ook in het Engels en Spaans.
| Gebied         | Papiaments | Engels | Nederlands | Spaans | Anders |
| -------------- | ---------- | ------ | ---------- | ------ | ------ |
| Aruba          | 69,4       | 8,1    | 6,1        | 13,2   | 3      |
| Bonaire        | 75         | 3      | 9          | 12     | 2      |
| Curaçao        | 81         | 3      | 8          | 6      | 2      |
| Saba           | 1          | 88     | 2          | 5      | 4      |
| Sint Eustatius | 2          | 83     | 4          | 6      | 6      |
| Sint Maarten   | 2          | 68     | 4          | 13     | 13     |
| Gemiddeld      | 65         | 16     | 7          | 6      | 5      |

De alfabetiseringsgraad (definitie: leeftijd 15 jaar en ouder die kan lezen en schrijven) was:
- Totale bevolking: 96,7%
- Mannen: 96,7%
- Vrouwen: 96,8%

### Religie
De Nederlandse Antillen zijn in overgrote meerderheid rooms-katholiek (72%). Daarnaast zijn er op de Bovenwindse eilanden grote protestantse gemeenschappen (3,1%), (pinkstergemeenten (4,9%), methodisten (2,9%), baptisten, zevendedagsadventisten (3,1%), Jehova's getuigen (1,7%) en anglicanen). Op Curaçao en Sint Maarten bestaat daarnaast van oudsher een aanzienlijke joodse gemeenschap (1,3 %). Ook bestaat er op Curaçao en Sint Maarten een moslimgemeenschap.

## Staatsinrichting
Op de Nederlandse Antillen was sprake van twee bestuurslagen, de Landsregering en de (vijf) eilandsbesturen. De regering van de Antillen zetelde in Willemstad op Curaçao.

### Gouverneur
De gouverneur had een dubbele functie: hij was zowel hoofd van de regering als vertegenwoordiger van het Koningshuis in de Koninkrijksgebieden. Hij was niet verantwoordelijk voor de beslissingen en daden van de regering.
De gouverneur waakte over het algemeen belang van het Koninkrijk en zag erop toe dat door wetgevings- en bestuursorganen in de Nederlandse Antillen geen beslissingen werden genomen die de eenheid van het Koninkrijk konden schaden of die in strijd waren met de bepalingen van het Koninkrijksstatuut of met een internationale regeling. De uitvoerende macht berustte bij de gouverneur in samenwerking met de Raad van Ministers.
De gouverneur werd hierin bijgestaan door een Raad van Advies, die uit ten minste vijf door hem benoemde leden bestond en die over alle ontwerpen van landsverordeningen, rijkswetten, landsbesluiten houdende algemene maatregelen en dergelijke, advies uitbracht. De gouverneur was voorzitter van deze raad, maar oefende deze functie alleen uit bij bijzondere gelegenheden. Een ondervoorzitter, benoemd uit de leden van de raad, had de leiding van de gewone vergaderingen.

### Regering
De Koningin was hoofd van de Regering van de Nederlandse Antillen; zij werd als zodanig vertegenwoordigd door de Gouverneur. De Ministers waren verantwoordelijk aan de Staten.
De regering van de Nederlandse Antillen werd gevormd door de gouverneur (in vertegenwoordiging van de Koning) en de Raad van Ministers. De Koningin benoemde de gouverneur bij Koninklijk Besluit en die benoemde op zijn beurt de ministers.
Traditioneel leverde elk eiland van de Nederlandse Antillen bewindspersonen voor de centrale regering. De ministerraad was verantwoording schuldig aan de volksvertegenwoordiging, de Staten van de Nederlandse Antillen (te vergelijken met de Tweede Kamer in Nederland).

### De Staten
Voor de Nederlandse Antillen gold dat de Staten de bevolking vertegenwoordigden. Zij werden bij algemene verkiezingen voor vier jaar gekozen. De volksvertegenwoordiging van de Nederlandse Antillen bestond uit 22 leden (Curaçao 14, Bonaire 3, Sint Maarten 3 en Saba en Sint Eustatius elk 1). Samen met de gouverneur vormden zij de wetgevende macht. De volksvertegenwoordiging had het recht van amendement, van enquête en van interpellatie. Zij had eveneens het recht van initiatief. De landsbegroting diende door haar te worden goedgekeurd.

### Eilandgebieden
Elk eilandgebied had een eigen bestuur dat bestond uit de eilandsraad, het bestuurscollege en de gezaghebber. De eilandsraden van Curaçao (21 leden), Bonaire (9 leden), Sint Maarten (11 leden), Saba (5 leden) en Sint Eustatius (5 leden) vertegenwoordigden de bevolking van het eilandgebied. De leden werden voor vier jaar gekozen. Het bestuurscollege en de gezaghebber kunnen worden vergeleken met het college van burgemeester en wethouders in een Nederlandse gemeente. Het bestuurscollege vormde het dagelijks bestuur van het eilandgebied en voerde de besluiten van de Eilandsraad uit.

### Status binnen de Europese Unie
Binnen de Europese Unie hadden de Nederlandse Antillen de status van landen en gebieden overzee (LGO).
Op 10 oktober 2010 (10-10-10) werden Bonaire, Saba en Sint Eustatius onderdeel van Nederland. Hun status werd die van openbare lichamen en ze worden ook wel aangeduid als bijzondere gemeenten. De Nederlandse Antillen hielden toen op te bestaan. De drie eilanden behielden in eerste instantie hun LGO-status binnen de EU. De staatkundige hervormingen op zich hadden volgens het Nederlandse kabinet in dit stadium de prioriteit. Vijf jaar na de toetreding tot het Nederlands staatsbestel zal de verhouding tussen de EU en de eilanden opnieuw worden bekeken. Curaçao en Sint Maarten werden net als Aruba autonome landen binnen het Koninkrijk der Nederlanden en houden waarschijnlijk de status van LGO (overgang naar Ultraperifere regio in de EU wordt echter overwogen). Door deze hebben de Nederlandse Antillen ook geen richtlijnen en verordeningen van de Europese Unie gevolgd.

## Economie
De economie van de Nederlandse Antillen steunde op drie pijlers: het toerisme, de olie en de financiële dienstverlening. De invloed en de groei per sector verschilde sterk van eiland tot eiland. De olie-industrie, vervoerssector, havenactiviteiten en financiële dienstverlening waren essentieel voor de economie van Curaçao. Willemstad had in de 20e eeuw enige tijd de op zeven na grootste haven ter wereld. De andere grote eilanden hadden zich gespecialiseerd in de toeristische sector. De Antilliaanse economie was hierdoor sterk op het buitenland gericht. Men was voor een groot deel afhankelijk van import. De Nederlandse Antillen waren geen lid van de Europese Unie, maar waren er wel mee geassocieerd. Dat bood een aantal handelsvoordelen. De Antilliaanse munt was de aan de Amerikaanse dollar gekoppelde Antilliaanse gulden. Deze is nog de munteenheid van Curaçao en Sint Maarten.
Jaarlijks gaf Nederland hulp aan de Nederlandse Antillen. Deze hulp werd vooral ingezet voor rechtshandhaving, onderwijs, bestuurlijke ontwikkeling en duurzame economische ontwikkeling.